# Драма (областна единица)
Вижте пояснителната страница за други значения на Драма.
Драма (на гръцки: Περιφερειακή ενότητα Δράμας) е областна единица в североизточна Егейска Македония, Република Гърция, с център в град Драма.

## География
Областната единица е наследник на съществувалия до 2011 година ном Драма. Планините в областната единица са части от Славянка (Орвилос) на северозапад, Сминица (Меникио) в западната част и Боздаг (Фалакро) в североизточната част. Река Места (Нестос) пресича областната единица от север на изток. В северната част, на границата с България, е разположена уникална гора, известна като Карадере (Елатия). Растителността на Карадере се доминира от обикновен смърч (Picea abies), бял бор (Pinus sylvestris), черен бор (Pinus nigra) и мизийски бук (Fagus moesiaca). Тук се извършва промишлен добив на дървесина. От представителите на животинския свят типични за Карадере са кафявата мечка (Ursus arctos), глухарът (Tetrao urogallus), и лещарката (Bonasa bonasia) .
Съседни на областната единица Драма са Ксанти на изток, Кавала на юг, Сяр на югозапад и запад и България на север. Южните и западни части са обработваеми земеделски земи.

## Деми и общини
| Дем                  | Статистически код | Център                   | Пощенски код | Телефонен код | № на картата |
| -------------------- | ----------------- | ------------------------ | ------------ | ------------- | ------------ |
| Бук (Паранести)      | 1006              | Бук (Паранести)          | 660 32       | 25250-2       | 6            |
| Доксат (Доксато)     | 1001              | Доксат (Доксато)         | 663 00       | 25210-6       | 2            |
| Драма                | 1002              | Драма                    | 661 00       | 25210-2       | 1            |
| Каламбак (Каламбаки) | 1003              | Каламбак                 | 660 31       | 25210-5       | 3            |
| Неврокоп (Неврокопи) | 1004              | Зърнево (Като Неврокопи) | 660 33       | 25230-2       | 4            |
| Нусретли (Никифорос) | 1005              | Нусретли (Никфорос)      | 660 37       | 25210-9       | 5            |
| Просечен (Просоцани) | 1007              | Просечен (Просоцани)     | 662 00       | 25220-2       | 7            |
| Минаре               | 1009              | Фотилово                 | 660 34       | 23510-9       | 8            |
| Община               | Статистически код | Център                   | Пощенски код | Телефонен код | № на картата |
| Осеница (Сидиронеро) | 1008              | Осеница (Сидиронеро)     | 660 38       | 25210-9       | 9            |